# Крушопек
Крушопек (на македонска литературна норма: Крушопек; на албански: Krushopeku) е село в северната част на Северна Македония, в община Сарай.

## География
Селото е разположено в северните склонове на планината Водно над столицата Скопие.

## История
В края на XIX век Крушопек е албанско село в Скопска каза на Османската империя. Според статистиката на Васил Кънчов („Македония. Етнография и статистика“) в 1900 година Крушопеци има 200 жители арнаути мохамедани.
След Междусъюзническата война в 1913 година селото попада в Сърбия.
На етническата си карта от 1927 година Леонард Шулце Йена показва Крушопеци (Krušopeci) като албанско село.
На етническата си карта на Северозападна Македония в 1929 година Афанасий Селишчев отбелязва Крушопеци като албанско село.
Според преброяването от 2002 година Крушопек има 1902 жители.
| Националност     | Всичко |
| северномакедонци | 0      |
| албанци          | 1899   |
| турци            | 0      |
| роми             | 0      |
| власи            | 0      |
| сърби            | 0      |
| бошняци          | 0      |
| други            | 3      |